# Vierleitermessung
Die Vierleitermessung wird bei der Messung von elektrischen Widerständen mit einem Vierleiteranschluss eingesetzt, wenn Leitungs- und Anschlusswiderstände die Messung verfälschen können. Bei der Vierleiter-Messanordnung fließt über zwei der Leitungen ein bekannter elektrischer Strom durch den Widerstand. Die am Widerstand abfallende Spannung wird hochohmig über zwei weitere Leitungen abgegriffen und mit einem Spannungsmessgerät gemessen; der zu messende Widerstand wird daraus nach dem ohmschen Gesetz berechnet. Das Prinzip gilt analog bei der Strommessung mittels eines niederohmigen Shunts; hierbei wird die Unbekannte Stromstärke durch einen bekannten Widerstand mittels der abfallenden Spannung ermittelt.

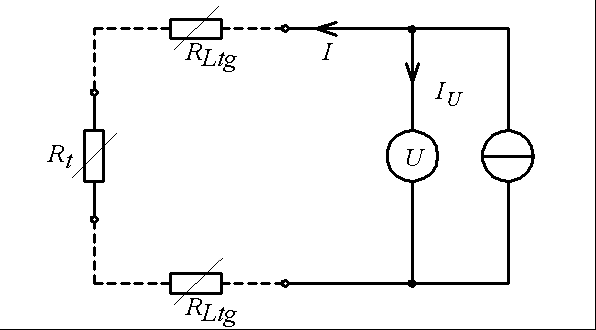
Zweileitermessung: Gemessen wird nicht die Spannung über dem Widerstand, sondern über der Summe der Widerstände bzw. an der Stromquelle.

Vierleitermessung: Gemessen wird die Spannung über dem Widerstand alleine.

Die Vierleitermessung wurde von William Thomson, 1. Baron Kelvin, erfunden und 1861 in Form einer Thomson-Brücke realisiert. Daher nennt man die zur Vierleitermessung erforderliche Kontaktierungsart auch Kelvinkontaktierung.

## Grundlagen
Wenn bei der Vierleitermessung der Strom durch den Spannungsmesser vernachlässigbar klein ist, was in guter Näherung durch den sehr großen und im Idealfall unendlich hohen Innenwiderstand des Spannungsmessers erfüllt ist
{\displaystyle I_{U}\ll I\qquad \qquad \qquad } (keine merkliche Messabweichung durch Stromverzweigung),
und wenn ferner der Spannungsverlust in den Messleitungen vernachlässigbar klein ist
{\displaystyle 2\ I_{U}\ R_{\mathrm {Ltg} }\ll I\ R_{t}\qquad }(keine merkliche Messabweichung durch Spannungsteilung),
ergibt sich der Widerstandswert aus
{\displaystyle R_{t}=U/I\ .}
Eine Speisung aus einer Stromquelle statt Spannungsquelle wird empfohlen, weil dann der Strom {\displaystyle I} unabhängig von {\displaystyle R_{t}} und {\displaystyle R_{\mathrm {Ltg} }} ist und somit nur einmalig eingestellt oder gemessen werden muss.
Zu den Leitungswiderständen zählen die Widerstände der Zuleitungen und der Schraub- oder Steckverbinder.

## Anwendungsbereich
Die Vierleitermessung wird vor allem bei der Messung kleiner Widerstände eingesetzt, wenn die parasitären Widerstände von Zuleitungen und Kontaktstellen nicht mehr vernachlässigbar klein gegenüber dem zu messenden Widerstand sind. Beispiele, in denen die Vierleitermessung erforderlich wird, sind:
- Bei Strommesswiderständen kann der Kontaktwiderstand größer sein als der Nennwert des Widerstands; darüber hinaus ist der Kontaktwiderstand mitunter schwierig zu ermitteln oder kaum abzuschätzenden Schwankungen unterworfen. Eine rechnerische Korrektur ist unter diesen Umständen nicht möglich.

- Bei Widerstandsthermometern in industriellen Temperaturmesseinrichtungen mit Kupferleitungen im Freien ist der Temperatureinfluss auf {\displaystyle R_{\mathrm {Ltg} }} erheblich; dieser ist von Änderungen im Messobjekt {\displaystyle R_{t}} nicht unterscheidbar, wenn mit zwei Leitern gemessen wird.

Messabweichungen, die trotz Vierleitermessung auftreten können, werden in erster Linie durch Thermospannungen infolge von Temperaturdifferenzen zwischen den Anschlüssen verursacht. Diese lassen sich jedoch durch angeglichene Kontaktstellen-Temperaturen oder durch Materialpaarungen mit geringen Thermospannungen vermeiden.

## Kelvinklemme
Als Kelvinklemme wird eine Zusatzklemme bezeichnet, die nur der Abzweigung oder Zufuhr eines relativ kleinen Messstroms dient. Sie dient als Kontaktierhilfe, um ein elektrisches Bauelement zu einer Vierleitermessung anzuschließen. Dieser Begriff ist in der Messtechnik nur noch wenig in Gebrauch; eher wird von Spannungsklemme (im Gegensatz zur Stromklemme) gesprochen.
Daneben wird Mess-Zubehör zur Vierleitermessung als Kelvinklemme oder (je nach Ausstattung) Kelvin-Messleitung für elektrische Multimeter, Oszilloskope oder Induktivitätsmessgeräte im Handel angeboten. Labor-Kelvinklemmen sind ähnlich wie Krokodilklemmen aufgebaut, wobei jedoch die beiden Schenkel voneinander isoliert sind und eigene Anschlüsse haben. Mit einem Paar solcher Klemmen erreicht man die vierpolige Kontaktierung.

## Dreileitermessung

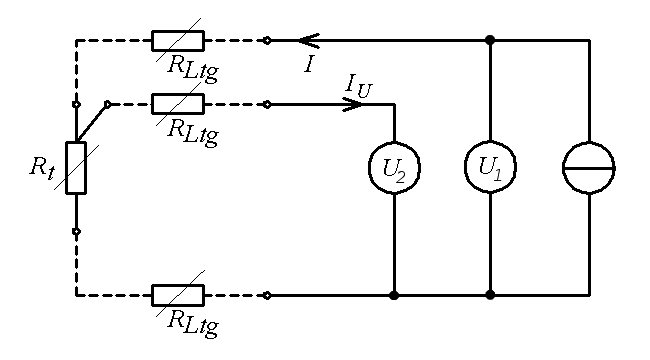
Dreileitermessung mit zwei Messgeräten: Der Spannungsabfall an der stromführenden Leitung lässt sich herausrechnen

Dreileitermessung mit Differenzbildung

Dreileitermessung mit Messbrücke

Bei industriellen Temperatur-Messanlagen können der Messwiderstand und die weitere Messschaltung weit entfernt liegen. Dann kommt man zu Einsparungen von Verkabelungskosten mit dem Dreileiteranschluss. Die stromführenden Leitungen müssen hierbei gleiche Widerstände besitzen (gemeinsames Kabel); die Kontaktwiderstände müssen vernachlässigbar klein sein.
Für die Dreileitermessung gilt
{\displaystyle I\cdot R_{t}=U_{2}-(U_{1}-U_{2})\ .}
Die Differenzbildung zweier ähnlich großer Spannungen aus Messwerten mit zwei unabhängigen Messgeräten ist immer unsicher. Die Differenz lässt sich aber unmittelbar mit einer einfachen Messschaltung erfassen. Mit den bei nicht übersteuerten und nicht überlasteten Operationsverstärkern üblichen Näherungen,
- keine merkliche Spannung zwischen den Eingängen und
- keine merklichen Ströme in die Eingänge (aber bei unbehindertem Eingangsruhestrom),

stellt sich ein
{\displaystyle I\cdot (R_{\mathrm {Ltg1} }+R_{t}+R_{\mathrm {Ltg3} })=2\cdot U_{5}+U_{\mathrm {a} }\;.}
Mit stromlos betriebener Leitung 2, mit {\displaystyle I\cdot R_{\mathrm {Ltg1} }=U_{5}} sowie mit gleichen Leitungswiderständen vereinfacht sich das zu
{\displaystyle I\cdot R_{t}=U_{\mathrm {a} }\;;}
{\displaystyle R_{\mathrm {Ltg} }} ist in {\displaystyle U_{\mathrm {a} }} nicht mehr enthalten.
Auch die geringfügig verstimmte Wheatstone-Brücke arbeitet differenzbildend. Wenn die beiden Widerstände rechts im Schaltplan gleich groß sind, entsteht eine Brückenquerspannung {\displaystyle U_{q}}
{\displaystyle U_{\mathrm {q} }\sim (R_{t}+R_{\mathrm {Ltg3} })-(R_{1}+R_{\mathrm {Ltg2} })=R_{t}-R_{1}=\Delta R_{t}\ .}
Diese Spannung ist unabhängig von {\displaystyle R_{\mathrm {Ltg} }} ein Maß für eine Widerstandsabweichung von einem festen Bezugswert. Da die Spannung nicht proportional zu {\displaystyle R_{t}}, sondern zu {\displaystyle \Delta R_{t}} ist, lassen sich Änderungen besonders deutlich erkennen.

## Abgrenzung gegenüber der Vier-Spitzen-Messung
Bei der Vier-Spitzen-Messung (auch Vierpunktmessung) wird der spezifische Widerstand einer Schicht bestimmt. Sie nutzt ebenfalls getrennte Leitungen für den Messstrom und den Spannungsabfall, jedoch sind die Kontaktspitzen örtlich durch gleiche Abstände voneinander getrennt.